# Скакун, Александр Евгеньевич
Александр Евгеньевич Скакун (21 августа 1973) — украинский чиновник, и. о. председателя Харьковской областной администрации с 11 августа по 24 декабря 2021 года. Кандидат юридических наук (2012).

## Биография
В декабре 1993 — июне 1994 года — служба в Вооруженных силах Украины .
В феврале 1995 — январе 2017 года — служба в органах Службы безопасности Украины в Харькове.
В 2000 году окончил Национальную юридическую академию Украины имени Ярослава Мудрого, правоведение, юрист; в 2005 году — Харьковскую национальную академию городского хозяйства, менеджмент организаций, менеджер-экономист.
11 августа 2021 года назначен и. о. председателя Харьковской областной государственной администрации. Уволен с должности 24 декабря 2021 года.